# Christophe Roche
Pour les articles homonymes, voir Roche (homonymie).
 (janvier 2017).
 (avril 2022).
La mise en forme du texte ne suit pas les recommandations de Wikipédia : il faut le « wikifier ».
Les points d'amélioration suivants sont les cas les plus fréquents. Le détail des points à revoir est peut-être précisé sur la page de discussion.
- Les titres sont pré-formatés par le logiciel. Ils ne sont ni en capitales, ni en gras.
- Le texte ne doit pas être écrit en capitales (les noms de famille non plus), ni en gras, ni en italique, ni en « petit »…
- Le gras n'est utilisé que pour surligner le titre de l'article dans l'introduction, une seule fois.
- L'italique est rarement utilisé : mots en langue étrangère, titres d'œuvres, noms de bateaux, etc.
- Les citations ne sont pas en italique mais en corps de texte normal. Elles sont entourées par des guillemets français : « et ».
- Les listes à puces sont à éviter, des paragraphes rédigés étant largement préférés. Les tableaux sont à réserver à la présentation de données structurées (résultats, etc.).
- Les appels de note de bas de page (petits chiffres en exposant, introduits par l'outil «  Source ») sont à placer entre la fin de phrase et le point final[comme ça].
- Les liens internes (vers d'autres articles de Wikipédia) sont à choisir avec parcimonie. Créez des liens vers des articles approfondissant le sujet. Les termes génériques sans rapport avec le sujet sont à éviter, ainsi que les répétitions de liens vers un même terme.
- Les liens externes sont à placer uniquement dans une section « Liens externes », à la fin de l'article. Ces liens sont à choisir avec parcimonie suivant les règles définies. Si un lien sert de source à l'article, son insertion dans le texte est à faire par les notes de bas de page.
- La présentation des références doit suivre les conventions bibliographiques. Il est recommandé d'utiliser les modèles {{Ouvrage}}, {{Chapitre}}, {{Article}}, {{Lien web}} et/ou {{Bibliographie}}. Le mode d'édition visuel peut mettre en forme automatiquement les références.
- Insérer une infobox (cadre d'informations à droite) n'est pas obligatoire pour parachever la mise en page.

Pour une aide détaillée, merci de consulter Aide:Wikification.
Si vous pensez que ces points ont été résolus, vous pouvez retirer ce bandeau et améliorer la mise en forme d'un autre article.
Christophe Roche est un chercheur français né le 23 août 1956. Professeur des universités, il est un des premiers à avoir montré l’intérêt des ontologies pour la terminologie à l’origine de son renouveau conceptuel.

## Biographie
Christophe Roche, docteur en intelligence artificielle (1984, Institut polytechnique de Grenoble), est professeur des universités en poste à l'université Savoie-Mont-Blanc rattaché au laboratoire LISTIC. Il est également chercheur associé à l’université nouvelle de Lisbonne où il enseigne la terminologie et l'ontologie, et special appointment professor à l'Université de Liaocheng (Shandong, Chine).

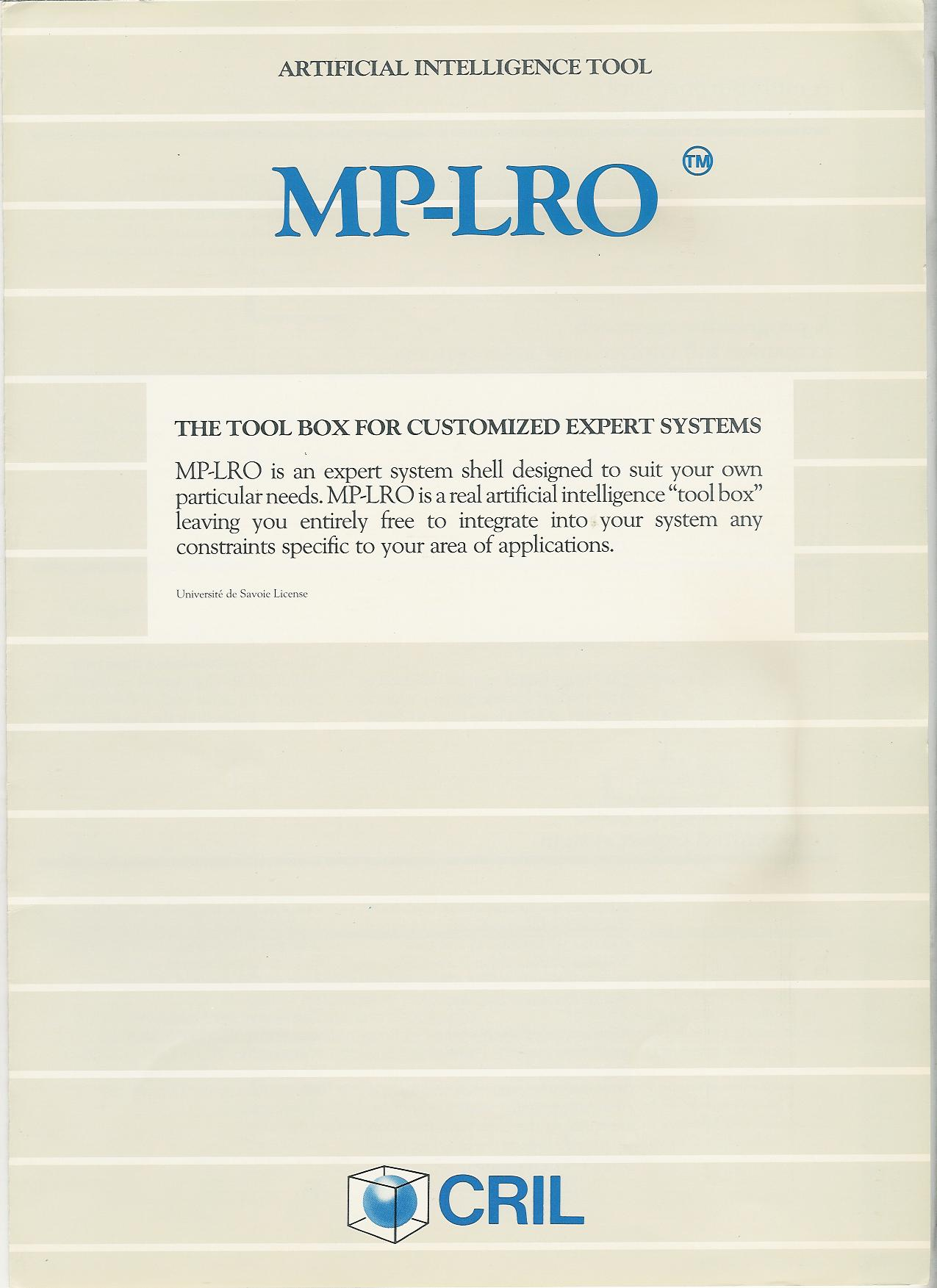
MP-LRO, générateurs de systèmes experts.

Il est l’auteur d’un des premiers générateurs de systèmes experts commercialisés en France sous le nom de MP-LRO par la société CRIL (Paris, 1984). Après plusieurs années passées dans la recherche privée en intelligence artificielle et avoir été professeur en Suisse (Neuchâtel), il crée en 1991 le Laboratoire de génie informatique de Savoie (Jeune Équipe n°950191, ministère de la Recherche), laboratoire support de la première licence et maîtrise d’informatique de l’université de Savoie. Il crée en 2003 l’équipe de recherche Condillac en ingénierie des connaissances (Équipe de recherche technologique n°20032288, ministère de la Recherche) aujourd’hui dédiée à la terminologie et l’ontologie. En 2017, il crée, dans le cadre d'un memorandum entre l'université Savoie-Mont-Blanc et l'université de Liaocheng et d'un projet Talent qu'il obtient la même année, un laboratoire à l'université de Liaocheng dédié à l'ingénierie des connaissances et la terminologie (KETRC).

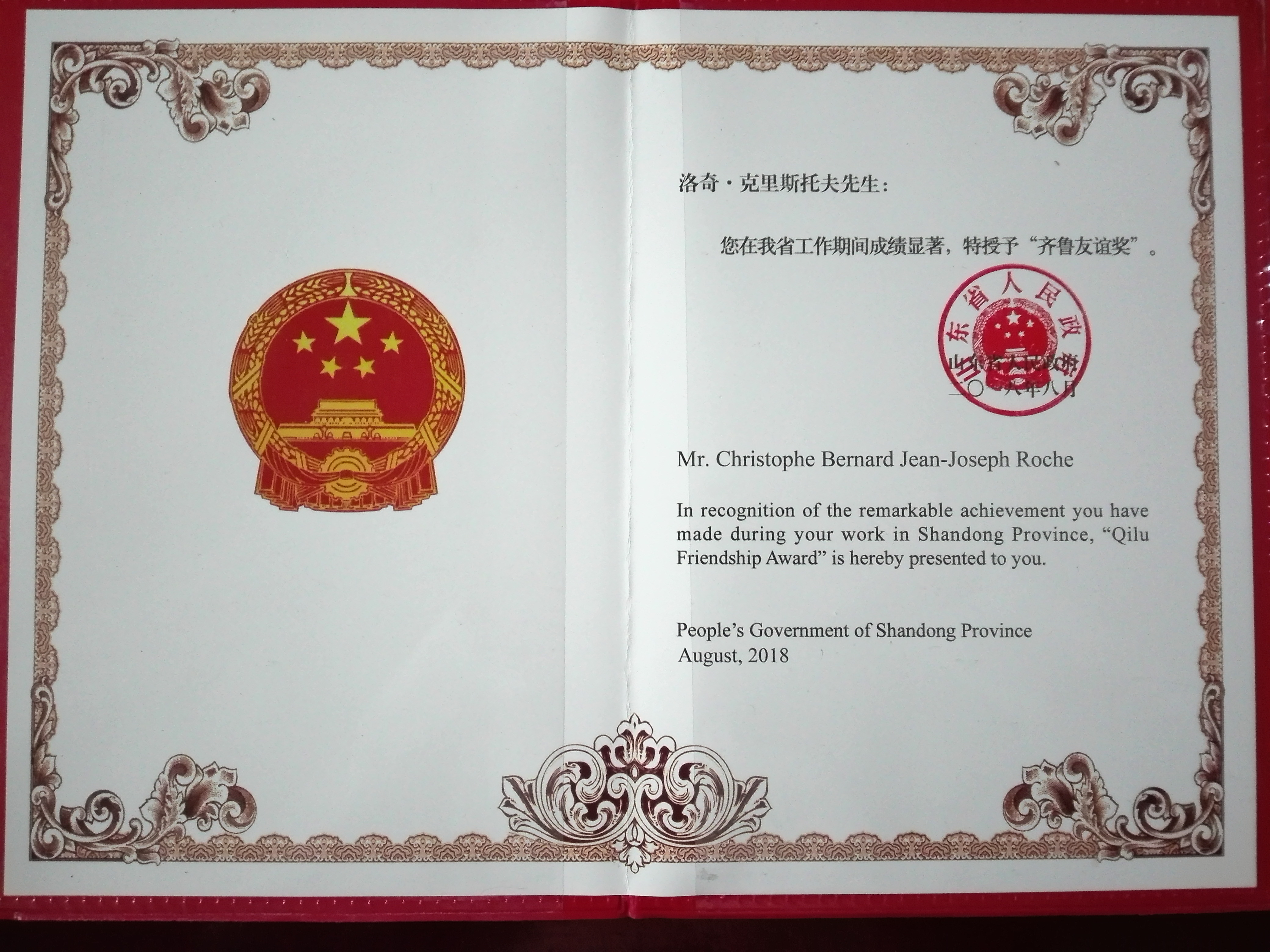
Prix Qilu de la province du Shandong.

Il obtient en 2018 le p|Prix Qilu de la province du Shandong.
Christophe Roche est à l’origine des Conférences internationales TOTh (Terminology & Ontology: Theories and applications) créées en 2007 dont il dirige depuis le comité scientifique. Il est également président de la Commission de normalisation AFNOR X03A « Terminologie - Principes et Coordination » et Project Leader des normes internationales ISO 1087-1 « Standard on Terminology Vocabulary » et ISO 704 « Standards on Methods and Principles of Terminology ».
Christophe Roche a participé à plusieurs projets internationaux : Européens FP7 (AthenaPlus, Linked Heritage, Siera), Tempus (Pal-Gov), InterReg (IV : Ontoreverse, III : Gicom, II : Mapping), Eurêka (PVS98), Xu Guangqi (Chine), Paulif (Portugal), etc.
Enfin, il a établi au sein de l'équipe de recherche Condillac des relations privilégiées dans le domaine de la terminologie et de l’ontologie avec l’université nouvelle de Lisbonne et l’université de Liaocheng (province du Shandong, Chine).

## Domaines de recherche
Les travaux de recherche de Christophe Roche portent essentiellement sur la terminologie en tant que discipline scientifique (Théorie générale de la terminologie de E. Wüster, normes internationales ISO sur la terminologie). Il est l’un des premiers à avoir montré l’intérêt des ontologies issues de l’ingénierie des connaissances pour la terminologie dite « classique » autorisant ainsi leur opérationnalisation à des fins de traitement de l’information (1er Prix des technologies de l’information de la Fondation Rhône-Alpes Futur en 2001).
Christophe Roche est au cœur du renouveau conceptuel de la terminologie après le tournant linguistique qu’elle a connu à la fin du XXe siècle. Ainsi, il propose en 2007 un nouveau paradigme, celui d’ontoterminologie,, terminologie dont le système conceptuel est une ontologie formelle.
Christophe Roche travaille, dans le cadre de la révision des normes ISO 1087-1 et ISO 704 sur une nouvelle théorie du concept pour la terminologie afin de répondre aux défis de la société numérique à l’origine de la révision de ces deux normes.
Son domaine d'applications privilégié est depuis 2011 celui des humanités numériques,.